# Phaeoradulum
Phaeoradulum är ett släkte av svampar. Phaeoradulum ingår i ordningen Boletales, klassen Agaricomycetes, divisionen basidiesvampar och riket svampar.
|              | Serpulaceae                                 |
|              |                                             |
|              | Sclerogastraceae                            |
|              |                                             |
|              | Sclerodermataceae                           |
|              |                                             |
|              | Rhizopogonaceae                             |
|              |                                             |
|              | Protogastraceae                             |
|              |                                             |
|              | Paxillaceae                                 |
|              |                                             |
|              | Hygrophoropsidaceae                         |
|              |                                             |
|              | Gyroporaceae                                |
|              |                                             |
|              | Gomphidiaceae                               |
|              |                                             |
|              | Gastrosporiaceae                            |
|              |                                             |
|              | Gasterellaceae                              |
|              |                                             |
|              | Diplocystidiaceae                           |
|              |                                             |
|              | Coniophoraceae                              |
|              |                                             |
|              | Boletinellaceae                             |
|              |                                             |
|              | Boletaceae                                  |
|              |                                             |
|              | Amylocorticiaceae                           |
|              |                                             |
|              | Calostomataceae                             |
|              |                                             |
|              | Suillaceae                                  |
|              |                                             |
|              | Tapinellaceae                               |
|              |                                             |
|              | Marthanella                                 |
|              |                                             |
|              | Corneromyces                                |
|              |                                             |
|              | Corditubera                                 |
|              |                                             |
|              | Jaapia                                      |
|              |                                             |
| Phaeoradulum | \| \| Phaeoradulum guadelupense \| \| \| \| |
|              | \| \| Phaeoradulum guadelupense \| \| \| \| |
|              | Coniophoropsis                              |
|              |                                             |
|              | Phaeoradulum guadelupense                   |
|              |                                             |

|  | Phaeoradulum guadelupense |
|  |                           |